# Tenente Lúcio
Sérgio Lúcio de Almeida (Uberlândia, 21 de março de 1960), conhecido como Tenente Lúcio, é um político brasileiro. É deputado federal por Minas Gerais desde 2014, tendo sido eleito pelo Partido Socialista Brasileiro mas atualmente filiado ao Partido da República (PR).

## Carreira política
Sua carreira política teve início no Partido da Reconstrução Nacional, pelo qual foi eleito em 1992 vereador de Uberlândia, função que exerceu por quatro mandatos consecutivos. Foi presidente da Câmara Municipal de Uberlândia por três vezes[carece de fontes?] e secretário municipal de esportes[carece de fontes?] na gestão dos prefeitos Paulo Ferolla e Virgílio Galassi.
Tenente Lúcio disputou as eleições para a Assembleia Legislativa de Minas Gerais, sendo diplomado e empossado no cargo de deputado estadual em janeiro de 2009. Em 2010, foi reeleito deputado estadual e exerceu o mandato até o ano de 2014, quando disputou e venceu as eleições para deputado federal. Na Assembleia Legislativa presidiu a Comissão de Turismo, Indústria, Comércio e Cooperativismo, e a Comissão Extraordinária da Copa do Mundo[carece de fontes?].
Atualmente, na Câmara dos Deputados, em Brasília, é membro titular das comissões de Turismo e de Viação e Transporte, e suplente nas comissões de Desenvolvimento Urbano e Esporte.